# Blastobasis decolor
Blastobasis decolor é uma espécie de mariposa do gênero Blastobasis pertencente à família Coleophoridae.